# Ceratuncus danubiella
Ceratuncus danubiella is een vlinder uit de familie echte motten (Tineidae). De wetenschappelijke naam is voor het eerst geldig gepubliceerd in 1866 door Mann.
De soort komt voor in Europa.